# Kirlianfotografie

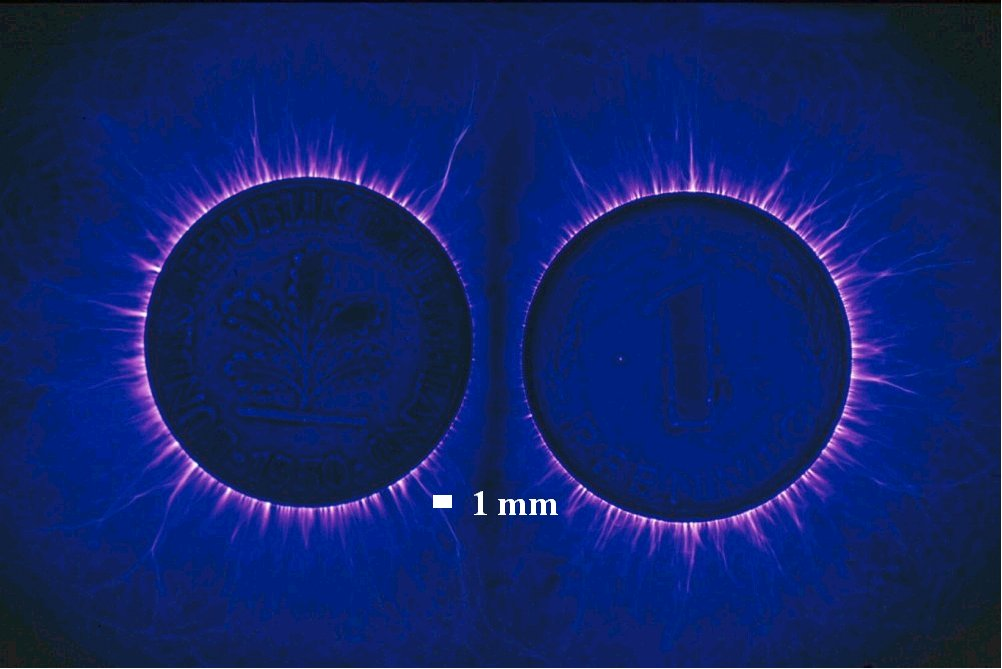
Kirlianfoto van twee munten

Kirlianfotografie of coronale ontladingsfotografie is het fotograferen van objecten in een hoogfrequent hoogspanningsveld met een spanning van meer dan 1000 volt. Deze methode is genoemd naar het Armeens-Russische echtpaar Semjon en Valentina Kirlian, twee technici die in de jaren 1930 toevalligerwijze deze manier van fotograferen ontdekten.

## Opstelling en werkwijze
Kirlianfoto's worden in een donkere kamer gemaakt. Het te fotograferen object wordt rechtstreeks op een lichtgevoelig stuk fotopapier geplaatst. De film ligt op een glasplaat, die op een metalen plaat wordt gelegd. De metalen plaat is verbonden met een pool van een spanningsbron. Het object wordt nu direct (via een elektrode) of indirect (door het object te aarden) verbonden met de andere pool van de spanningsbron.

De spanningsbron kan kortdurende elektrische impulsen van duizenden volts leveren. Het object wordt dus blootgesteld aan een sterk elektrisch veld. Door deze hoge veldsterkte ontstaan er ionisaties van de aanwezige (gas)moleculen. Daardoor ontstaan er rondom het object kleine zwakke zichtbare kleurige ontladingen. Deze worden door het fotopapier geregistreerd.

## Werking
Het verschijnsel werd in Nederland al in 1974 wetenschappelijk onderzocht door Arie Kattenberg en Henk Spruit. Zij constateerden dat de vorm en de kleur van de gefotografeerde 'aura's' afhankelijk zijn van diverse fysische variabelen, waaronder de belichtingstijd, de temperatuur, de spanning, de pulsfrequentie, de luchtvochtigheid, de structuur en geleidingsvermogen van het object, het soort fotopapier en het ontwikkelproces. Een blauwe aura kon gemakkelijk worden veranderd in een rode door het fotopapier om te draaien. De onderzoekers stelden vast dat de verschijnselen verklaarbaar waren als een wisselwerking tussen lucht en een elektrisch veld. Hun conclusies werden bevestigd door verscheidene buitenlandse onderzoekers.

## Aurafotografie
Kirlianfotografie wordt ten onrechte ook wel aurafotografie genoemd. De kirlianfoto zou een doorsnede laten zien van fysieke, emotionele en mentale energie. Deze energie zou de aura vormen van alle levende wezens.
Hoewel de stralingspatronen op de kirlianfoto een oppervlakkige uiterlijke gelijkenis vertonen met hetgeen de helderziende meent waar te nemen als aura, is het echter niet aannemelijk dat kirlianfoto's iets te maken hebben met een bio-energetisch veld of iets dergelijks. Men kan immers ook fraaie kirlianfoto's maken van levenloze voorwerpen. Voorts is het niet mogelijk om in een vacuüm kirlianfoto's te maken.